# Кристін Боневі
Кристін Елізабет Хеуч Бонневі (норв. Kristine Elisabeth Heuch Bonnevie; 8 жовтня 1872, Тронгейм - 30 серпня 1948, Осло) — норвезька біологиня, професор Королівського університету Фредеріка (зараз відомого як Університет Осло), популяризаторка науки та громадська діячка. Перша в Норвегії жінка-професор та перша жінка в Норвезькій академії наук. Авторка дослідження, опису та підтвердження спадкового характеру дактилоскопічних паттернів, доведення спадковості деяких патологій (таких як дварфізм та полідактилія) та гіпотези щодо структури хромосом,підтвердженої лише через 25 років .  

## Раннє життя та кар'єра
Кристін Бонневі народилася 8 жовтня 1872 року у місті Тронгейм п'ятою з семи дітей Якоба Ааля Бонневі, відомого педагога та чиновника, та його першої дружини, Анни Джованни Бонневі (до шлюбу Даае). Мати Кристін померла, коли їй було три роки. Її батько одружився з Сюзанною Брин, яка народила двох синів . У 1886 році, коли Кристін було 14 років, її родина переїхала із Тронгейма до Кристианії (зараз Осло), де дівчина закінчила гімназію у 1892 році. Після цього короткий час Кристін вивчала медицину у коледжі Королівського університету Фредеріка (зараз Університет Осло), де до програми початкових курсів входили ботаніка та зоологія. Крістін зрозуміла, що насправді її цікавить біологія, покинула медичне навчання і почала вивчати зоологію під керівництвом відомого океанолога Йогана Хьорта. У 1900 році вона змінила Йогана Хьорта на посаді керівника зоологічного музею. 
Також Крістін Бонневі проходила навчання у натураліста Арнольда Ланга в Цюриху у 1898–1899 роках, у клітинного біолога Теодора Бовері у Вюрцбурзі у 1900-1901 роках, а також у американського цитолога Едмунда Бечера Вільсона у Колумбійському університеті в Нью-Йорці в 1906-1907 роках. 
У 1906 році Бонневі захистила докторську дисертацію на тему "Дослідження зародкових клітин Enteroxenos østergreni" (норв. "Undersøgelser over kimcellerne hos Enteroxenos østergreni"). У 1911 році вона стала першою жінкою, що увійшла до Норвезької академії наук. У 1912 році вона зайняла посаду професора зоології у Королівському університеті Фредеріка, ставши першою в Норвігії жінкою-професором, і обіймала її до 1938 року.

## Наукова діяльність
На початку наукової кар'єри інтереси Бонневі концентрувалися у галузі океанології. Перебуваючи на берегових біологічних станціях, вона проводила дослідження, присвячені біології Асцидій та Гідроїдних. Після навчання у Швейцарії та Німеччині Бонневі зацікавилася клітинною біологією і генетикою. У своїй дисертаційній роботі вона висловила припущення щодо механізмів редукції кількості хромосом у статевих клітинах, а також описала структуру хромосом. 
Пізніше, починаючи з 1914 року, Бонневі вивчала спадкові стани у людей, використовуючи суб'єктом досліджень населення гірських районів. Вона довела спадковість низькорослості та полідактилії, а також продемонструвала наявність схожих генетично обумовлених схильностей до різних станів у дизиготних близнюків. Іще однією частиною її роботи був опис папілярних візерунків пальців рук, виділення його елементів та обґрунтування спадковості деяких з них. Насамкінець, під час цього етапу наукової діяльності, Бонневі описала генетичну хворобу, при якій у людини присутня лише одна статева хромосома (генотип 45, Х0). Ця хвороба отримала назву синдрому Бонневі-Ульріха, а сьогодні більш відома під назвою синдром Шерешевського-Тернера.

## Громадсько-політична діяльність
Кристін Бонневі була представницею міської ради Крістіанії у 1908-1919 роках, а також депутаткою парламенту Норвігії з 1916 по 1918 рік.
Бонневі була делегаткою від Норвегії на перших п'яти асамблеях Ліги Націй у 1920-1924 роках. У 1922 році вона стала однією з 12 перших членів створеного Міжнародного комітету інтелектуального співробітництва (МКІС). Вона підтримала реформи МКІС в 1929 році і допомогла скласти програму Комітету у 1930 році. У тому ж році вона залишила МКІС заради наукових досліджень, але залишилася членкинею норвезького підрозділу Комітету, заснованого у 1924 році.
У 1920 році вона співзаснувала Норвезьку жіночу академічну асоціацію (норв. Norske Kvinnelige Akademikere) і очолювала її у період з 1922 по 1925 рік. 

## Вшанування
Кожний рік у рамках святкування річниці заснування Університету Осло на базі Центру екологічного та еволюційного синтезу цього університету проводять лекції імені Кристін Боневі, присвячені еволюційній біології.  
Ім'ям Бонневі названо один із дослідницьких кораблів Норвезького марського науково-дослідницького інституту . 